# Jacobus Leonardus Keijsers
Jacobus Leonardus Keijsers (Bunde, 16 mei 1896 – Itteren, 14 september 1952) was een Nederlands politicus. 
Hij werd geboren als zoon van Pieter Hubert Keijsers (1851-1926) en Maria Catharina Muijtjens (1866-1937). Zijn vader was gemeente-ontvanger en eind 1902 werd hij benoemd tot burgemeester van Bunde. J.L. Keijsers volgde daar in 1926 zijn vader op. Vanaf 1934 was hij de burgemeester van Itteren. Tijdens dat burgemeesterschap overleed Keijsers in 1952 op 56-jarige leeftijd. 